# شهرستان سیو (استان هنان)
شهرستان سیو (به انگلیسی: Sui County) یک شهرستان در چین است که در شانگکیو واقع شده‌است.